# Dynoides brevispina
Dynoides brevispina là một loài chân đều trong họ Sphaeromatidae. Loài này được Bruce miêu tả khoa học năm 1980.